# Croton vellozianus
Espèce
Croton vellozianus est une espèce de plantes à fleurs du genre Croton et de la famille des Euphorbiaceae, présente dans le sud-est du Brésil.
Elle a pour synonymes :
- Croton palustris, Vell., 1831
- Oxydectes velloziana, (Müll.Arg.) Kuntze